# Procambarus acherontis
Procambarus acherontis (tên tiếng Anh: Orlando cave crayfish) là một loài tôm thuộc họ Cambaridae. Đây là loài đặc hữu của Orange County và Seminole County, Florida, và được xếp là một loài nguy cấp theo Sách đỏ.